# 李陟
李陟（1961年9月—），男，汉族，山西岚县人，中国导航、制导与控制专家，中国航天科工集团第二研究院研究员，中国科学院院士。